# Ferrocarril Minero de Lena
El Ferrocarril Minero de Lena, igualmente denominado Ramal do Lena, era la denominación de un sistema ferroviario privado en Portugal, que operaba en la Línea de Martingança à Mendiga y a sus ramales, con conexión a la red ferroviaria nacional en la Estación de Martingança, en la Línea del Oeste; además de su función original de transporte de mineral desde las Minas de Barrojeira y Bezerra, también ofrecía servicios para otras mercancías y pasajeros, a lo largo de su trazado.

## Características
Este ferrocarril unía la Estación de Martingança, en la Línea del Oeste, a las minas junto al Río Lena; pasaba por Maceira, Pinheiros, Batalha y Brancas, y transitaba por bajo del Puente de la Boutaca. Para el paso de la vía férrea, fue necesario construir un séptimo arco en este puente.

## Historia

### Primeros pasos
La explotación minera en la cuenca del Lena se inició a mediados de 1855, después de que el empresario Jorge Croft hubiese descubierto las minas de Batalha, llamadas Alcanadas y Chão Preto que poseían carbón y hierro. No obstante, debido a la baja calidad del carbón, solo con la Primera Guerra Mundial que provocó el aumento de la demanda de carbón nacional es cuando la explotación minera obtuvo su máxima expresión, y en noviembre de 1916 fue creada la empresa Vierling & Companhia, bajo la designación Vasco Bramão y Comp.ª, para llevar a cabo su explotación.
Para hacer viable la exportación del mineral de esos lugares remotos, el gobierno concedió una autorización especial para la construcción de una línea férrea en ancho métrico en 1917 con una extensión de 13 km entre Martingança y Batalha, denominada "Martingança Minas".
En 1922 fue creada la Sociedad Minera del Lena (también conocida como Empresa Minera del Lena) que adquirió las concesiones existentes. Entre tanto, como los puntos de explotación minera aumentaban, principalmente en Batalha y un poco en todo el ayuntamiento de Porto de Mós, la Empresa Minera del Lena pidió a los Ferrocarriles del Estado la creación de una nueva línea que uniese las minas de Porto de Mós a la Línea del Oeste, en Pataias. En diciembre de 1922, fue aprobada la prolongación en más de 15 km del Ferrocarril Minero de Lena, estando la estación principal en Corredoura, en Porto de Mós, donde todo el equipamiento de soporte y mantenimiento a la línea sería guardado.
El 1 de febrero de 1923, Manuel V. Ribeiro, propietario de la línea entre Batalha y Martingança, decidió suspender el uso de la línea con la intención de retirar los carriles. Esto afectó a toda la explotación minera y todos sus clientes, principalmente la Empresa de Cementos de Maceira y Fábrica de Garrafas de Martingança, que se había vuelto dependiente del carbón de Batalha, y también la propia CP. Debido a la autoinflamación del carbón era imposible almacenar mineral a la boca de las minas, siendo suspendida temporalmente la explotación.

### Concesión a la Empresa Minera del Lena
La explotación de las minas solo volvió a la normalidad después de que el Estado hubiese tomado posesión de la línea, con una ordenanza del 6 de junio de 1923 que autorizó a la Empresa Minera del Lena a efectuar la explotación de esta línea; a reapertura fue realizada con ancho de 60 cm, ya que esta empresa fue autorizada a pasar de ancho de vía de 1 metro a 60 centímetros, pero sería obligada a volver a adoptar el ancho original si el gobierno lo exigiese. Así, la empresa alteró el ancho, con el fin de evitar los transbordos entre las minas y la línea, y, en diciembre del mismo año, pidió, al Ministerio de Trabajo, licencia para la realización de servicios para otras mercancías y pasajeros fuera de los terrenos de la mina, como estaba previsto por el Decreto n.º 9044, del 9 de agosto de 1923; dos portarias, de 5 y 15 de enero de 1924, retrasaron el servicio de mercancías y las respectivas tarifas, y un albarán del 26 de septiembre de 1925 autorizó a la empresa a explotar la línea. El servicio general se inició, así, entre Martingança y Batalha, el 15 de octubre de 1926.

### Traspaso a la The Match and Tobacco Timber Supply Company
No obstante, la Empresa Minera del Lena entró en liquidación, por lo que la comisión formada para este efecto solicitó, el 6 de  noviembre de 1926, que el coto minero fuese traspasado a la The Match and Tobacco Timber Supply Company, junto con la respectiva conexión ferroviaria hasta Martingança; el primer pedido expiró, por lo que fue realizado un segundo, el 30 de marzo de 1927. Conforme a un despacho ministerial del 8 de diciembre de 1926 y una ordenanza del 13 de abril de 1927, la concesión de la mina y del ferrocarril fue pasada a esta empresa por un albarán del 3 de junio de 1927.

### Alteración de ancho y continuación planeada hasta Mendiga
El Decreto n.º 14866, con fecha del 3 de enero de 1928, clasificó este ferrocarril como de interés general, ordenó la construcción de un ramal entre esta línea y el Ramal de Río Maior; esta clasificación fue basada en el Decreto n.º 13829, que estableció una mayor importancia en las conexiones ferroviarias de minas de carbón. Este diploma también integró estas líneas, junto con otras construidas y en planificación en esta región, en un grupo de explotación única, cuya gestión fue atribuida a The Match and Tobacco Timber Supply Company, por el Decreto n.º 15069, del 14 de febrero de 1928. Así, esta empresa inició las obras de readaptación de la Línea del Lena a ancho métrico, a través del asentamiento de un tercero carril, cuya instalación tuvo lugar entre el 1 de mayo y el 5 de julio de 1928; los carriles centrales, del ancho antiguo, fueron retirados entre el 29 de noviembre y el 20 de diciembre del mismo año.
La construcción del tramo entre Batalha y Mendiga se inició en marzo de 1926, siendo el tramo hasta Porto de Mós abierto a la explotación el 11 de septiembre de 1930; en este día, también se iniciaron los servicios de pasajeros en toda la línea.

### Decadencia y cierre
El transporte de carbón continuó hasta 1938/39, altura en que comenzó a entrar en decadencia, teniendo la línea cerrada al final de la Segunda Guerra Mundial.